# Torslunde (Lolland Kommune-Købelev Sogn)
|  | Denne artikel omhandler bebyggelsen Torslunde (Lolland Kommune-Købelev Sogn) på det nordvestlige Lolland. Der er også andre steder med dette navn, se Torslunde. |
Torslunde er en lille bebyggelse på det nordvestlige Lolland, beliggende i Købelev Sogn ved Langelandsbælt og med udsigt til øen Vensholm. Bebyggelsen ligger i Lolland Kommune og tilhører Region Sjælland.
Der findes en lille havneplads ved lokaliteten.
54°55′34″N 11°3′41″Ø / 54.92611°N 11.06139°Ø